# جیفی لوب
جیفی لوب (انگلیسی: Jiffy Lube) شرکت تعمیرگاه‌های زنجیره‌ای خودرو آمریکایی است، که در سال ۱۹۷۱ توسط ادوین واشبورن تاسیس شد و هم‌اکنون زیرمجموعه‌ای از شرکت نفتی شل پی‌ال‌سی محسوب می‌شود.